# Calophyllum complanatum
Calophyllum complanatum är en tvåhjärtbladig växtart som beskrevs av P.F.Stevens. Calophyllum complanatum ingår i släktet Calophyllum och familjen Calophyllaceae. Inga underarter finns listade i Catalogue of Life.